# Marc Overmars
Marc Overmars (Emst, 29. ožujka 1973.) je umirovljeni nizozemski nogometaš.

## Karijera
Overmars je zpočeo karijeru u malom nizozemskom klubu SV Epe, prije nego što se pridružio Go Ahead Eagles. Willem II ga je kasnije kupio za 200.000 ₤, a tijekom sezone 1991./92., prelazi u amsterdamski Ajax.
Bio je član momčadi Ajaxa koja je osvojila Ligu prvaka 1995. protiv Milana. Zbog ozljede je propustio Euro 1996. Unatoč ozljedi Overmars je potpisao za Arsenal F.C. u ljeto 1997. za 5,5 milijuna ₤.
U ljeto 2000. preselio se u Španjolsku i pridružio se Barceloni za 25 milijuna ₤ (40.600.000 €), što čini Overmarsa najskupljim nizozemskim igračem svih vremena. 
Nakon što je završio nogometnu karijeru Overmars je otišao u svoj prvi klub, Go Ahead Eagles, na mjesto tehničkog direktora.
Dana 10. kolovoza 2008. Overmars je šokirao javnost najavom da će opet igrati za Go Ahead Eagles u sezoni 2008./09. Zbog ozljede koljena Overmars nije igrao u svim utakmicama. Nakon završetka sezone 2008./09.  on je najavio svoje povlačenje iz aktivnog igranja nogometa. 
Za nizozemsku reprezentaciju je igrao 86 puta i postigao 17 pogodaka.